# Inbetween (textilie)
Inbetween (z angl.: mezi, uprostřed) je plošná, částečně průhledná textilie.
Označení inbetween je odvozeno od zařazení tohoto druhu zboží jako přechod mezi záclonovinami a textiliemi používanými na dekorační závěsy.

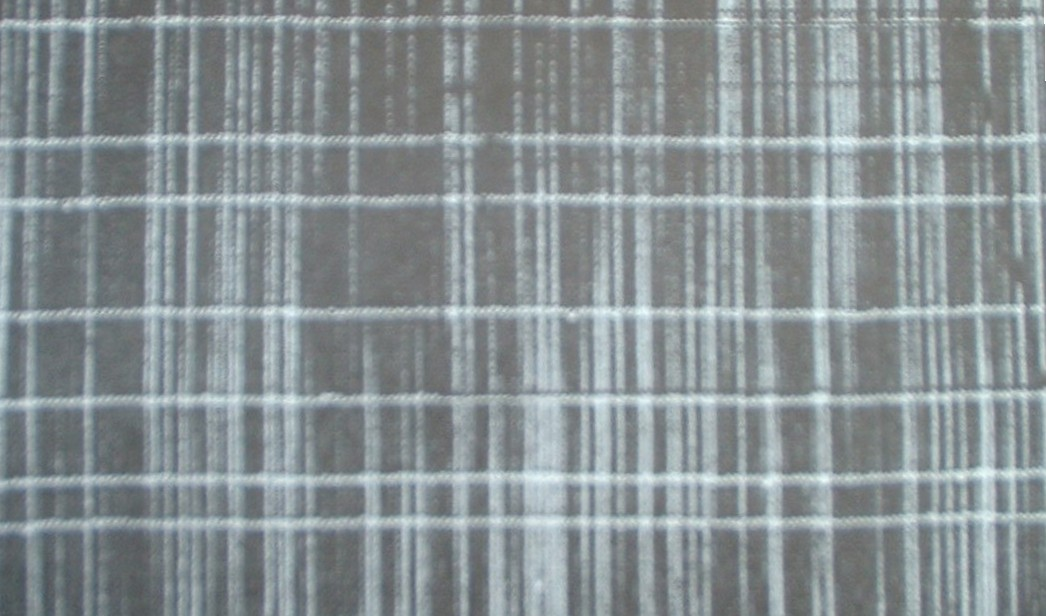
Inbetween zhotovený na osnovním pletacím stroji v 80. letech 20. století

Inbetween je zpravidla těžší (80–180 g/m2) než běžná záclonovina a konstruován tak, aby byl jako clona na zasklených plochách zevnitř průhledný a zároveň zabraňoval pohledu z vnějšku do místnosti. 

## Způsoby výroby
V odborných textech jsou popisovány následující druhy:
- Směsová tkanina (např. z polyesterové a viskózové příze) se potiskuje leptavou pastou a zahřívá 1–2 minuty na 150 °C. Viskóza se na potištěných místech spálí, polyesterová příze zůstává neporušena a tak vzniká textilie s otvory požadovaného tvaru a velikosti.
- Osnovní pletenina se vyrábí
  - z filamentů několika různých jemností (např. 2–15 tex) a vzoruje útkem z efektní staplové příze. Části vazby pletené z nejjemnější příze jsou na zboží téměř průhledné.
  - z osnovy kombinované z filamentové a efektní staplové příze proplétané útkovou efektní nití. Vzniká pletenina se záměrně neklidným vzhledem a s průhlednými mezerami.

- V literatuře se uvádí také inbetween ze zátažné pleteniny.

## Použití
V odborné literatuře se inbetween zevrubně popisuje, v praxi však není v posledních letech (v roce 2013) známá žádná nabídka tohoto zboží k prodeji.